# Deutsche Inland-Mission
Die Deutsche Inland-Mission (DIM) wurde am 28. April 1962 von Jochen Lagemann gegründet. Der Zweck der Gründung war, jungen Christen durch die Gründung von Gemeinden ein geistliches Zuhause zu bieten.

## Geschichte
Die Arbeit der Deutschen Inland-Mission begann mit Missionsfreizeiten in Holstein unter der Leitung von Jochen Lagemann. Daraus wurde ein Werk mit zahlreichen Mitarbeitern.
Die Deutsche Inland-Mission arbeitete seit der Gründung auf der Basis der Evangelischen Allianz evangelistisch und gemeindegründend. Nach zwei Identitätskrisen (1990 und 1995) wurde eine grundsätzliche Neuausrichtung des Werkes vorgenommen. Wesentlich war dabei die Gemeindegründung in der Anlehnung an das brüdergemeindliche Umfeld und eine Neudefinierung der Strategie in der Gemeindegründung. Die Ausrichtung auf Gemeindegründung stützt sich sowohl auf den neutestamentlichen Auftrag (Mt 28:18-20) wie auch auf die soziale, kulturelle und geistliche Situation von Deutschland. 1967–2003 wurde von der DIM neben den Gemeindegründungen das Familienferienhaus „Haus Heidkate“ am Schönberger Strand und 1962–2004 ein Kindergarten in Laboe betrieben.

## Gemeindegründungen

### Abgeschlossene Gemeindegründungen
- Arnsberg: 1996–2004, mit dem Mitarbeiter Baptistengemeinde geworden
- Attendorn: 1993–1996, mit Mitarbeitern zur Barmer Zeltmission gewechselt
- Berenbostel: 1988–1990, Umzug nach Garbsen
- Buchenau (bei Zwiesel): 1974–1975, Anschluss an eine Pfingstgemeinde in Deggendorf
- Fallingbostel: 1970–1986, selbstständige Landeskirchliche Gemeinschaft
- Garbsen: 1990–2003, autonome Gemeinde brüdergemeindlicher Prägung
- Garmisch-Partenkirchen: 1973–1976, Übergabe an die Freie evangelische Gemeinde
- Gemünd/Eifel: 1973–1984, seitdem Evangelisch-Freikirchliche Gemeinde
- Großburgwedel: 1982–1987, Freikirchliche Gemeinde ab 1987. Zusammenarbeit mit DIM bis 1996
- Großmoor (bei Celle): 1973–1975, zum Teil nach Nienhagen gegangen
- Kaufbeuren/Allgäu: 1965–1969, Freie evangelische Gemeinde
- Laboe: 1967–1984, selbstständig als Zweiggemeinde der Evangelisch-Freikirchlichen Gemeinde
- Kiel-Elmschenhagen in Heikendorf
- Lütjenburger Land: 1964–1970, zum Teil zur Baptistengemeinde in Lütjenburg
- Mannheim: 1995–2004, autonome Gemeinde brüdergemeindlicher Prägung
- Mindelheim: 1990–2000 autonome Gemeinde brüdergemeindlicher Prägung
- Murnau/Obb.: 1976–1980, Freie Gemeinde Murnau
- Nienhagen (bei Celle): 1975–1984, Freie evangelische Gemeinde
- Papenburg: 1986–2000, autonome Gemeinde brüdergemeindlicher Prägung
- Preetz: 1965–1967, Allianzkreis
- Schönberg: 1962–1967, heute unabhängig als Christliche Gemeinde Schönberg/Ostsee
- Vogelsang: 1982–1996, von Vogelsang als Freie Gemeinde nach Kappeln/Schlei umgezogen.
- Wahlstedt: 1981–2003, autonome Gemeinde brüdergemeindlicher Prägung

### Gemeindegründungsinitiativen
- Berlin (3)
- Bodenwerder
- Bohmte
- Cottbus
- Damme
- Heinsberg
- Hettstedt
- Leipzig
- Obergünzburg
- Regensburg

## Ziele
Die DIM verfolgt das Ziel, Menschen zu Jesus Christus zu führen und Christen das Leben in der Gemeinschaft einer Gemeinde zu ermöglichen.
Die gegründeten Gemeinden orientieren sich an den Maßstäben der Bibel, benennen Gemeindeälteste und leben den geistlichen Grundsatz des „allgemeinen Priestertums“.
Die DIM setzt zur Erreichung dieser Ziele hauptberufliche und nebenberufliche Mitarbeiter ein.
Unter Gemeindegründung wird das Bilden einer freikirchlich geprägten Gemeinde verstanden. Zentrum des Gemeindelebens soll Jesus Christus sein. Die Theologie, die Struktur und das Leben der Gemeinde ist in der Verantwortung des Gemeindegründers. Das Missionswerk gibt lediglich eine minimale Hilfe in Form eines „Leitfaden für Gemeindegründung“.